# Крооди
Кро́оди (эст. Kroodi) — район города-муниципалитета Маарду, уезд Харьюмаа, Эстония. Бывшая деревня.

## История
Первоначально Крооди представляла из себя единичный хутор, в 1692 году упоминаются его жители Wanna Groti Mattz и  Nohr Groti Mattz. Деревня Крооди впервые упоминается в 1397 году (в 1876 году — как нем. Dorf Kroodi); она принадлежала мызе Маарду. 
На военно-топографических картах Российской империи (1846–1863 годы), в состав которой входила Эстляндская губерния, деревня обозначена как Кроди.
После того, как в 1938 году в деревне Юлгазе сгорела обогатительная фабрика добывающего фосфориты акционерного общества «Ээсти Фосфорийт» («Eesti Fosforiit») (будущий Маардуский химический завод), в 1939 году на землях Крооди началось строительство новых шахт и нового завода. Деревня стала промышленной частью посёлка Маарду, который в 1963 году подчинили Таллину, и который получил статус города в 1980 году.
Площадь Крооди составляет 535 гектаров.
С августа 1945 года по октябрь 1947 года в Крооди располагался центр Маардуского сельсовета.
Добыча фосфоритов в Эстонии была прекращена в 1991 году.
Заброшенные корпуса Маардуского химзавода в Крооди, 2010 год:

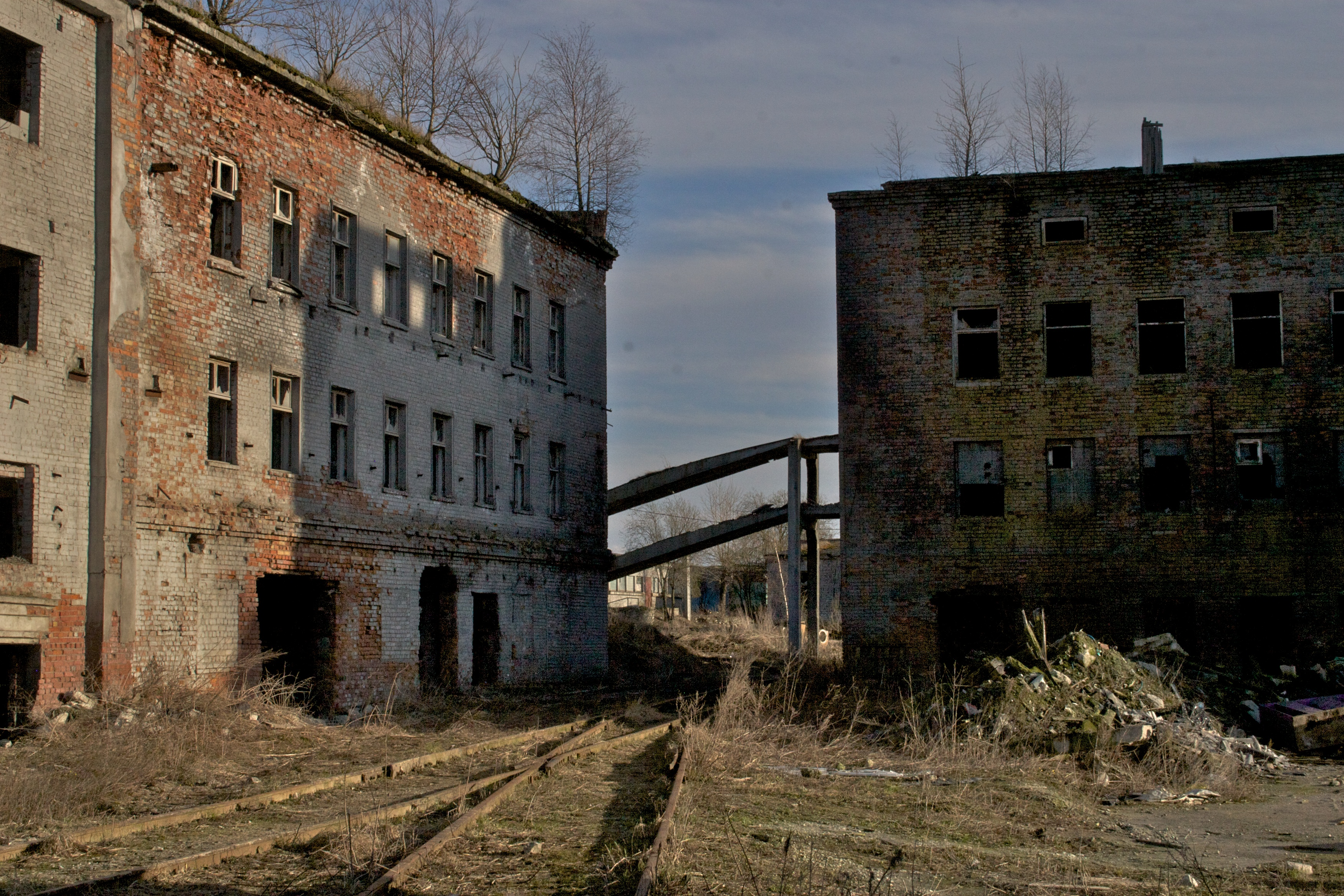
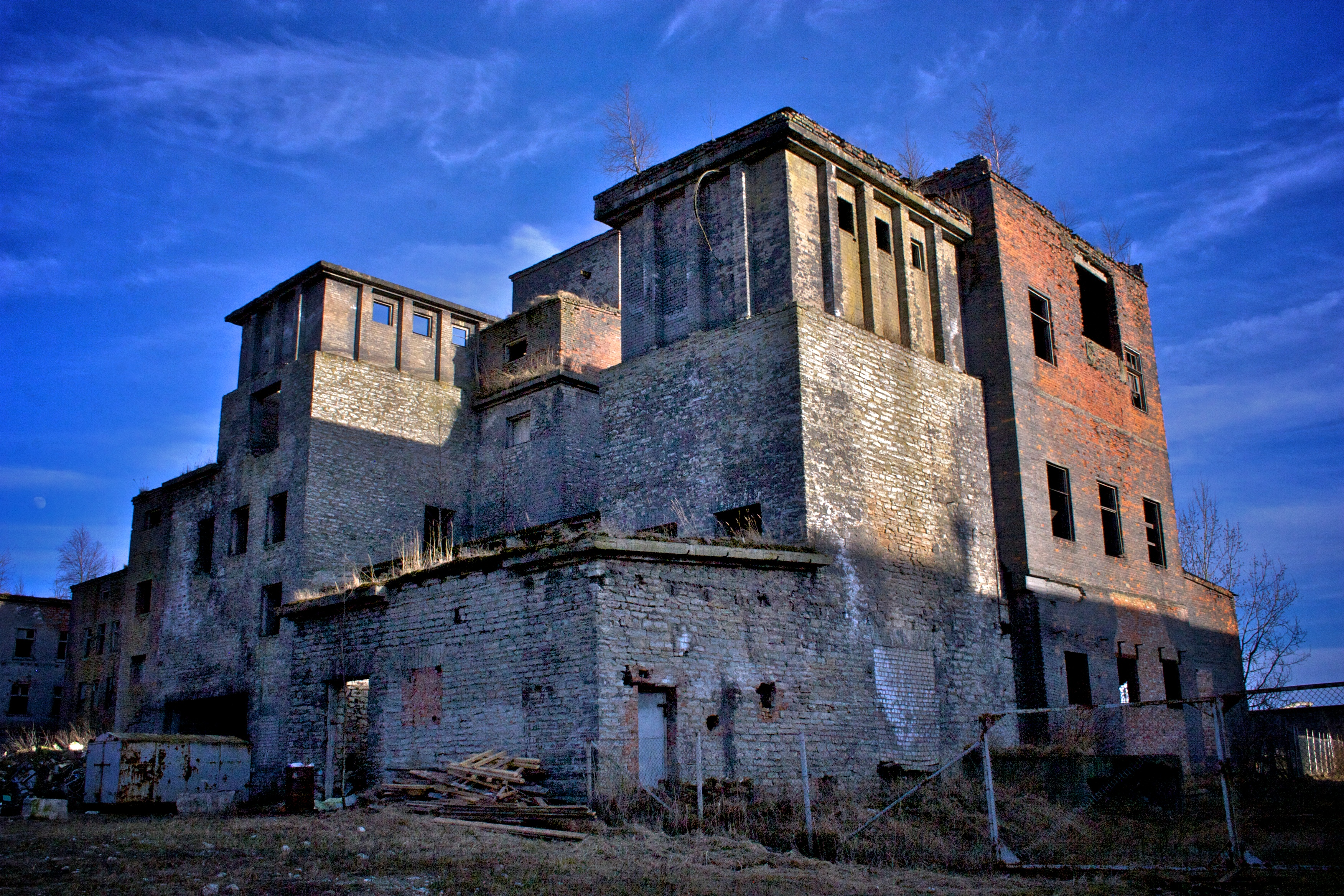

Крооди до сих пор является промышленной зоной города Маарду. Здесь расположен внедорожный полигон Маардуского мотоцентра, промышленные и транспортные предприятия, склады, парковки и офисы. В Крооди находится терминал по хранению лёгких нефтепродуктов, строительство которого было завершено в 2002 году. Парк терминала состоит из 24 резервуаров общим объемом 29 000 м3. Названия улиц района отсылают к его недавнему историческому прошлому: Фосфорийди (Фосфоритная), Кеэмикуте (Химиков), Комбинаади (Комбинатская), Мааги (Горнорудная), Лао (Складская).
Районами Маарду также являются Каллавере, Мууга и Тарасоо (также бывшая деревня).

## Ручей Крооди

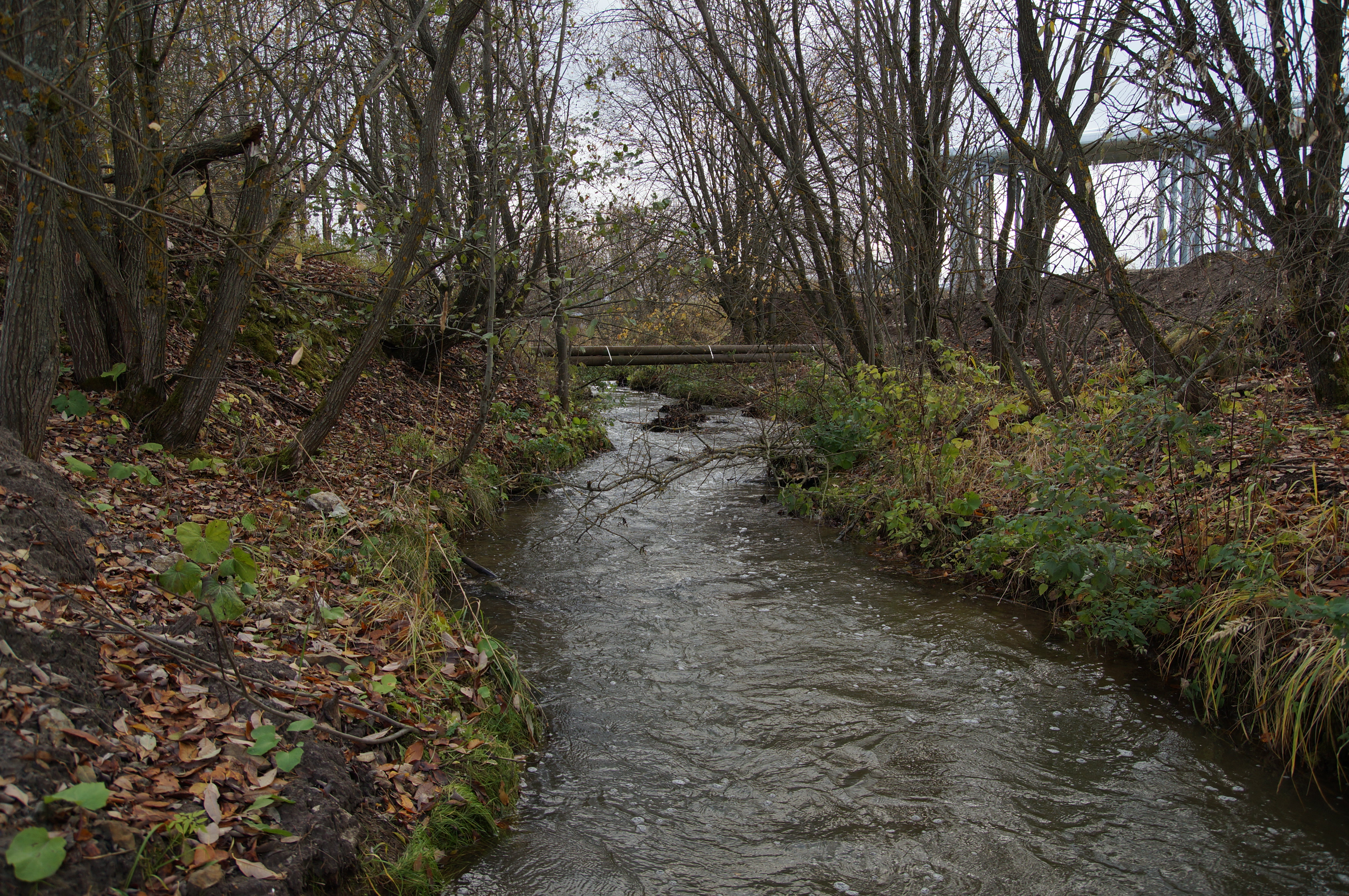
Ручей Крооди осенью

От озера Маарду, которое по расположенной неподалёку корчме Маардуской мызы чаще называли озером Лийваканди, мызник фон Бреверн вырыл ров к морю, но в 1894 году кто-то открыл шлюзы, и озеро опустело, образовав овраг Крооди. В 1939 году, при строительстве новых шахт Маардуского химического завода, озеро было восстановлено. 
Из озера вытекает ручей Крооди. Его протяжённость составляет 5,2 км. Тщательное исследование, проведенное в 2015 году, показало, что водоём является одним из самых загрязнённых в Эстонии. В илистых донных отложениях прудов выше по течению найдены нефтепродукты, цинк, медь, никель, свинец; в среднем и нижнем течении, в виде загрязнения почвы — мышьяк, цинк, медь, свинец, кадмий. В объёме всего ручья были обнаружены фенолы и тяжёлые металлы, в прудах также была вода, загрязнённая нефтепродуктами.
В марте 2018 года в Маарду параллельно стартовали два крупных проекта: проект Министерства окружающей среды по очистке ручья Крооди от промышленных загрязнений и проект реконструкции системы водоснабжения и канализации в районе озера Маарду. Проекту очистки ручья Крооди эстонский Центр инвестиций в окружающую среду выделил 8,8 миллионов евро.